# Osterzell
Osterzell település Németországban, azon belül Bajorországban. Lakosainak száma 737 fő (2023. december 31.).

## Népesség
A település népessége az elmúlt években az alábbi módon változott:
| Lakosok száma | 502  | 856  | 589  | 615  | 678  | 673  | 685  | 705  | 727  | 737  |
|               | 1875 | 1950 | 1975 | 1987 | 2012 | 2014 | 2016 | 2017 | 2021 | 2023 |